# ビュート郡 (アイダホ州)
ビュート郡 (ビュートぐん、英: Butte County) はアメリカ合衆国アイダホ州に位置する郡である。2000年現在の国勢調査で、人口は2,899人である。この郡の郡庁所在地はアルコである。

## 地理
アメリカ合衆国統計局によると、この郡は総面積5,785 km2 (2,234 mi2) である。このうち5,783 km2 (2,233 mi2) が陸地で2 km2 (1 mi2) が水地域である。総面積の0.03%が水地域となっている。

### 隣接する郡
- クラーク郡 - 北東
- ジェファーソン郡 - 東
- ビンガム郡 - 南東
- ブレイン郡 - 南西
- レムヒ郡 - 北西
- カスター郡 (アイダホ州) - 北西

## 人口動勢
2000年現在の国勢調査で、この郡は人口2,899人、1,089世帯、及び802家族が暮らしている。人口密度は0/km2 (1/mi2) である。0/km2 (1/mi2) の平均的な密度に1,290軒の住宅が建っている。この郡の人種的な構成は白人94.65%、アフリカン・アメリカン0.28%、先住民0.69%、アジア0.24%、太平洋諸島系0.00%、その他の人種2.38%、及び混血1.76%である。ここの人口の4.14%はヒスパニックまたはラテン系である。
この郡内の住民は29.00%が18歳未満の未成年、18歳以上24歳以下が6.30%、25歳以上44歳以下が24.00%、45歳以上64歳以下が25.70%、及び65歳以上が14.90%にわたっている。中央値年齢は39歳である。女性100人ごとに対して男性は101.20人である。18歳以上の女性100人ごとに対して男性は99.30人である。
この郡の世帯ごとの平均的な収入は30,473米ドルであり、家族ごとの平均的な収入は36,950米ドルである。男性は37,750米ドルに対して女性は20,962米ドルの平均的な収入がある。この郡の一人当たりの収入 (per capita income) は14,948米ドルである。人口の18.20%及び家族の14.70%は貧困線以下である。全人口のうち18歳未満の27.70%及び65歳以上の8.10%は貧困線以下の生活を送っている。

## 都市及び町
- アルコ (Arco)
- ビュートシティ (Butte City)
- ムーア (Moore)